# 班都拉
玛哈·班都拉（緬甸語： [məhà bàɴdṵla̰]；1780年—1825年），原名貌意，緬甸知名軍事領袖，為緬甸貢榜王朝的知名將軍，参与緬甸入侵阿薩姆。他於第一次英緬戰爭中，帶領旗下軍隊參戰，於1824年與英國軍隊相抗衡。1825年，他歿於一次戰役中。
班都拉生于望濑县阿龙地区鄂巴银村。早年失学。后赴京城阿摩罗补罗谋生，在王太子府内当侍卫。升任传令官后，晋封为奈谬·都拉耶康，意为英勇无畏之王。后在平定内乱时立功，受封阿龙侯，赐封摩诃班都拉，意为伟大的亲朋众多者，之后以此为名。第一次英缅战争开始后力主坚决抵抗英国侵略。1824年率军在若开地区重创英军，毙敌战地指挥官。仰光失守后将英军围困城内达数月之久。后退守达努漂建沿江要塞阻敌北上。1825年8月拒绝英军诱降，亲临前线奋勇抗击英军进攻，4月1日在战斗中阵亡。